# تفجيرات بعقوبة 2010
تفجيرات بعقوبة 2010،هي سلسلة من ثلاثة تفجيرات في بعقوبة في العراق، وقعت في 3 مارس 2010، أسفرت التفجيرات عن مقتل ما لا يقل عن 33 شخصًا وإصابة 55 آخرين بجروح. يسكن مدينة بعقوبة كل من السنة والشيعة، وهي عاصمة محافظة ديالي، تقع على بعد حوالي 40 ميلاً (64 كم) شمال عاصمة البلاد بغداد.
وقعت التفجيرات في الفترة التي سبقت الانتخابات البرلمانية المقرر إجراؤها في 7 مارس 2010. انفجرت سيارة مفخخة في الساعة 9:45 صباحا بالتوقيت المحلي بالقرب من مركز للشرطة في الجزء الغربي من المدينة. بعد لحظات قليلة وعلى بعد حوالي 100 ياردة (91 مترًا) انفجرت سيارة مفخخة أخرى بالقرب من مبنى المحافظة. وفي وقت لاحق فجر انتحاري قنبلة في المستشفى بينما كان بعض الجرحى يتلقون العلاج. انتحل مفجر المستشفى صفة ملازم شرطة وركب سيارة إسعاف إلى المستشفى. عثر على قنبلة رابعة بالقرب من المستشفى وتم تفكيكها.
بعد التفجيرات، فُرض حظر كامل للتجوال على مدينة بعقوبة، ومنع السكان حتى من الخروج من منازلهم سيرًا على الأقدام. وكان من بين القتلى عشرة من رجال الشرطة، والدكتور علي التميمي رئيس دائرة صحة محافظة ديالي.
لم تتوصل السلطات لمعرفة منفذ التفجيرات الثلاثة، لكن تنظيم القاعدة في العراق كان قد وعد سابقًا بتعطيل الانتخابات في 7 مارس. كانت السلطات الأمريكية والعراقية قد حذرت من احتمال حدوث المزيد من الهجمات قبل الانتخابات وحتى بعدها. على الرغم من المخاوف، بدأ التصويت المبكر صباح يوم 4 مارس كما كان مقررًا.

## ردود الأفعال
- قالت الولايات المتحدة: أنه فعل عار وندين ذلك بشدة، ثم قال: لا الهجوم ولا أي من هذه المحاولات لعرقلة الانتخابات بإمكانها زعزعة استقرار الدولة والحكومة سوف تتنج.[16]